# Dissyllabe
Le dissyllabe est un vers de deux syllabes.

## Usage
Le dissylabe (préfixe grec di-, « deux ») est un vers pair et court.
En poésie française, on peut le trouver en isométrie. En ce cas, Michèle Aquien relève que « le retour très fréquent de la rime et la virtuosité ainsi manifestée concentrent des effets expressifs très forts ». Par exemple, chez Victor Hugo :
On doute

La nuit...

J'écoute : —

Tout fuit,

Tout passe ;

L'espace

Efface

Le bruit.
— Victor Hugo, « Les Djinns »

Ou au début du même poème :
Murs, ville,

Et port.

Asile

De mort,

Mer grise

Où brise

La brise,

Tout dort.
— Victor Hugo, « Les Djinns »
Mais il est plus fréquemment utilisé en hétérométrie,. Dans cet usage, il apporte un « contrepoint rythmique au vers avec lequel il est employé ». Par exemple, chez Alfred de Musset :
Lune, quel esprit sombre

Promène au bout d'un fil,

Dans l'ombre,

Ta face et ton profil ?
— Alfred de Musset, « Ballade à la lune »
Chez Paul Verlaine, il peut être « la dislocation savante d’un vers long » :
– Do, mi, sol, mi, fa, –

Tout le monde va,

Rit, chante

Et danse devant

Une belle enfant

Méchante
— Paul Verlaine, Fêtes galantes, « Colombine »
Le dissylabe est également utilisé dans le vers libre, où il « souligne le plus souvent un nom ou une expression en les détachant soit en début de groupement de vers, soit en clausule ». Ainsi, chez Émile Verhaeren :
Le feu monte, grandit, se déchevelle, ondule,

Rugit et se propage et s'étire si fort

Qu'il frôle, avec ses langues d'or,

Hercule.
— Émile Verhaeren, Les Rythmes souverains